# Hudson Bay-filt

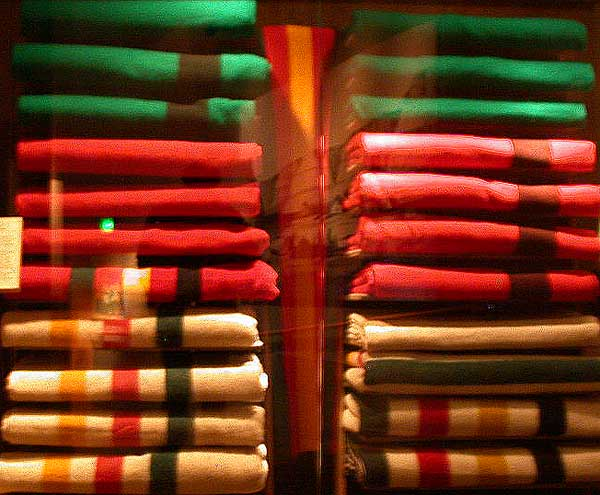
Hudson Bay-filtar i olika färger.

En Hudson Bay-filt är en filt av den typ som Hudson Bay-kompaniet sålde till First Nations i Nordamerika under 1700- och 1800-talen. Filten som är av ylle säljs fortfarande av detta företag. Liknande filtar har även sålts av andra företag. Filttypen kallas även point blankets då de vanligen är märkta med färgade linjer insydda i kanten för att utmärka filtens storlek. Då behöver man inte veckla ut filten för att se hur stor den är. Beteckningen point kommer från franskans empointer "stygn".

## Historia

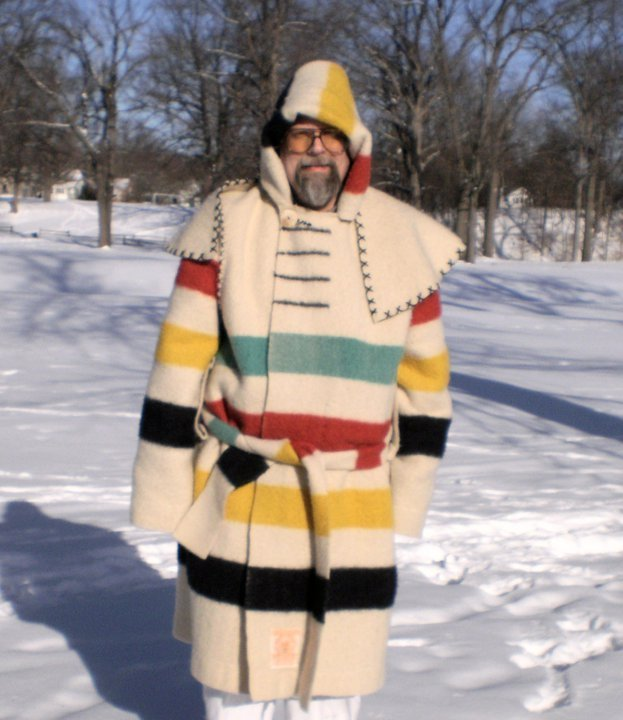
En capote tillverkad av en klassiskt vit Hudson Bay-filt med färgade ränder. På bröstet ses de fyra linjer som anger filtens storlek (4 point).

De första filtarna av denna typ tillverkades i Frankrike och såldes till ursprungsamerikaner och andra i Nya Frankrike. Sedan Kanada blivit brittiskt 1763 fortsatte de att säljas genom Montréalbaserade handelsnätverk. För att bättre kunna möta den Montréalbaserade konkurrensen genomförde Hudson Bay-kompaniet flera förändringar i sitt utbud av handelsvaror, bland annat började man 1780 sälja filtar av denna typ. Filtarna tillverkades i England i storlekarna  1, 1 ½, 2, 2 ½ point, senare i storlekar upp till 4 point.

## Point-systemet
De linjer på filtarna som angav storlek var ungefär 14 cm långa för att beteckna en point och 7 cm långa för att beteckna en halv point. Idag tillverkas filtar av denna typ upp till 6 points storlek. Under pälshandelseran var dock den största filten 4 point. Efterhand standardiserades inte bara storleken utan även kvaliteten och därmed vikten på filten, när Hudson Bay-kompaniet i allt högre grad började använda sig av enbart ett fåtal tillverkare. Den standardiserade kvaliteten uppskattades i handeln, inte minst av First Nations. Den ursprungliga storleken på en enpointfilt var 32 tum (81 cm) bred och 8 fot lång (244 cm) och den vägde 3 skålpund (1,36 kg).

## Användning

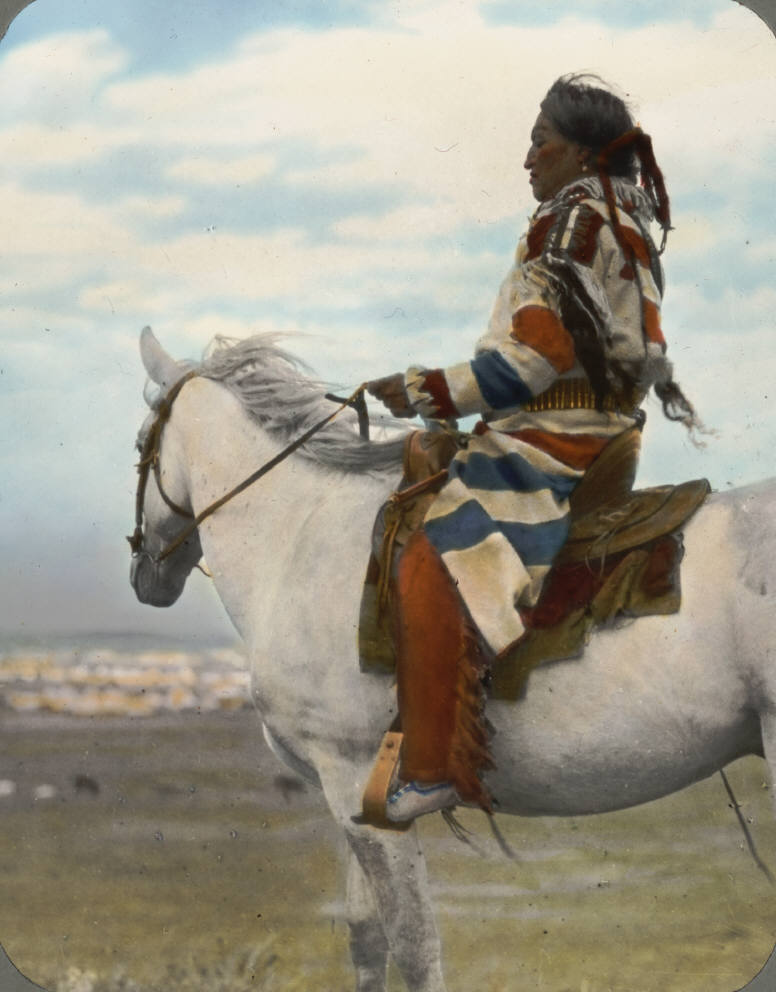
En svartfotsindian från Montana iklädd en capote gjord av Hudson Bay-filt.

Hudson Bay-filtarna användes som sängkläder och som material till olika sorters kläder. Den vanligaste användningen var för att tillverka capoter (kanadensiska överrockar), men överblivet material kunde även användas för dekoration eller för att göra handskar eller vantar, eller som foder. Hudson Bay-kompaniet sålde också färdiga capoter av Hudson Bay-filt. Capoten uppkom i Québec som ett överplagg anpassat till de kanadensiska vintrarna. Från början på 1700-talet kunde den även förses med en huva. Materialet var ursprungligen grått hemvävt étoffe du pays (vadmal), men från 1770-talet började man i Québec göra capoter med huva av Hudson Bay-filtar vilka snart blev den typiska vinterklädseln för den fransk-kanadensiske bonden.